# Baron Stalbridge

Wappen der Barone Stalbridge

Baron Stalbridge, of Stalbridge in the County of Dorset, war ein erblicher britischer Adelstitel in der Peerage of the United Kingdom.

## Verleihung
Der Titel wurde am 22. März 1886 für den Whig-Politiker Lord Richard Grosvenor geschaffen. Dieser war ein jüngerer Sohn des Richard Grosvenor, 2. Marquess of Westminster.
Der Titel erlosch beim Tod von dessen ältestem Sohn, dem 2. Baron, am 24. Dezember 1949.

## Liste der Barone Stalbridge (1886)
- Richard Grosvenor, 1. Baron Stalbridge (1837–1912)
- Hugh Grosvenor, 2. Baron Stalbridge (1880–1949)